# موتیف (نرم‌افزار)
در رایانش، موتیف (به انگلیسی: Motif) هم اشاره به مشخصه‌های فنی یک واسط گرافیکی کاربر و هم اشاره به یک ابزار ویجت دارد. این ابزار ویجت، برای به وجود آوردن برنامه‌های تحت سیستم پنجره‌ای اکس در یونیکس یا دیگر سیستم‌عامل‌های سازگار با استاندارد پازیکس استفاده می‌شود که از آن مشخصه‌های فنی پیروی می‌کنند. موتیف ابزار ویجتی است که در محیط میزکار اشتراکی بکار گرفته شده‌است و استانداردی برای یونیکس محسوب می‌شد. مدیر پنجره موتیف یا به اختصار MWM رابطه نزدیکی با موتیف دارد. موتیف که برای سال‌ها یک نرم‌افزار انحصاری بود، در سال ۲۰۱۲ به صورت نرم‌افزار آزاد درآمد و تحت پردانه ال‌جی‌پی‌ال منتشر شد.
همچنین نرم افزاری ایرانی به این نام جهت سیستم های آموزشگاه موسیقی  شهرت دارد .(  برگرفته از معنی موتیف در موسیقی )